# Australia Day
Australia Day is de Australische nationale feestdag. Er wordt gevierd dat in 1788 de Eerste Vloot Sydney (Australië) bereikte. Het wordt gevierd op 26 januari en is vergelijkbaar met Koningsdag in Nederland en Canada Day in Canada.

## Geschiedenis
26 januari 1788 eiste kapitein Arthur Phillip formeel de kolonie New South Wales op voor Groot-Brittannië.
Sinds 1808 wordt de dag als feestdag gevierd. In 1818 (30ste verjaardag van de landing) kregen ambtenaren voor het eerst vrij op deze dag. Deze traditie werd al snel gevolgd door banken en andere openbare instellingen.
In 1888 vierden alle hoofdsteden van de Australische staten (met uitzondering van Adelaide) de 'verjaardag'. Australia Day wordt sinds 1935 in alle staten gevierd. De overheid van het Gemenebest en van de Staten besloten in 1946 eenheid te scheppen en sindsdien werd de dag in alle Staten als Australia Day gevierd op de maandag die na 26 januari viel, tenzij het zelf een maandag was.
In 1994 werd de dag eindelijk de officiële nationale feestdag — en dus verlofdag (public holiday) — op de 26ste januari zelf, ongeacht of het een maandag is.

## Trivia
- Sinds de jaren tachtig wordt tijdens Australia Day weekend de Triple J Hottest 100 uitgezonden. Deze jaarlijkse hitlijst, gebaseerd op de stemmen van Australische radiozender Triple J-luisteraars, brengt de 100 meest populaire songs van het jaar samen.